# 狼紫草
狼紫草（学名：Lycopsis orientalis）为紫草科狼紫草属下的一个种。其种加词“orientalis”意为“东方的”。
现接受名为水私利东方亚种（Lycopsis arvensis subsp. orientalis (L.) Kuzn.）。